# Einar Gerhardsen
Einar Henry Gerhardsen (ngheⓘ) (10 tháng 5 năm 1897 - 19 tháng 9 năm 1987) là một chính trị gia Na Uy từ Công Đảng Na Uy. Ông là Thủ tướng Chính phủ trong ba giai đoạn, 1945-1951, 1955-1963 và 1963-1965. Với 17 năm giữ chức, ông là Thủ tướng lâu nhất phục vụ tại Na Uy kể từ khi đưa ra nghị viện. Nhiều người Na Uy thường gọi ông là "Landsfaderen" (Quốc phụ); Ông thường được coi là một trong những kiến trúc sư chính của việc xây dựng lại Na Uy sau Thế chiến II. Ông cũng từng là Chủ tịch thứ hai của Hội đồng Bắc Âu năm 1954.

## Tiểu sử
Einar Gerhardsen sinh ra ở thành phố Asker, thuộc quận Akershus. Cha mẹ của ông là Gerhard Olsen (1867-1949) và Emma Hansen (1872-1949). Cha của ông là giám đốc (rodemester) của Cục Quản lý đường Công cộng và là trưởng phòng của một ủy ban công đoàn - fanekomiteen cho Veivesenets arbeiderforening, và trong thời thơ ấu của Gerhardsen, Carl Jørgensen, lãnh đạo công đoàn thường xuyên đến thăm nhà.
Năm 1932 ông kết hôn với Werna Julie Koren Christie (1912-1970), con gái của điệp viên Johan Werner Koren Christie và Klara Rønning [2] Đôi vợ chồng có hai con trai, Truls và Rune và con gái Torgunn. Anh trai của ông là Rolf Gerhardsen và với ông Einar Gerhardsen cũng có một mối quan hệ làm việc suốt đời. Từ năm 17 tuổi, Gerhardsen tới các cuộc họp trong phong trào thanh niên của Công Đảng. Năm 1918, trong cuộc Nội chiến Phần Lan, Gerhardsen từ chức thành viên của mình trong Nhà thờ Na Uy sau khi nhà thờ đứng về phía "người da trắng" chống lại "Phe Đỏ"..

## Công việc chính trị, bị bỏ tù
Là một công nhân đường sá, Gerhardsen trở nên hoạt động về mặt chính trị trong phong trào lao động xã hội chủ nghĩa trong những năm 1920. Ông bị kết tội nhiều lần tham gia vào các hoạt động phá hoại cho đến khi ông, cùng với phần còn lại của đảng Lao động, dần dần chuyển từ [chủ nghĩa cộng sản] sang chủ nghĩa xã hội dân chủ. Ông đã tham gia vào Cuộc đình công quân đội Cộng sản năm 1924. Ông bị kết án vì đã giúp đỡ trong vụ án này và bị kết án 75 ngày tù.